# Хартфорд (Ајова)
Хартфорд (енгл. Hartford) град је у америчкој савезној држави Ајова. По попису становништва из 2010. у њему је живело 771 становника.

## Демографија
Према попису становништва из 2010. у граду је живело 771 становника, што је 12 (1,6%) становника више него 2000. године.
| Група             | 2000.       | 2010.       |
| Белци             | 711 (93,7%) | 736 (95,5%) |
| Афроамериканци    | 0 (0,0%)    | 5 (0,6%)    |
| Азијати           | 0 (0,0%)    | 4 (0,5%)    |
| Хиспаноамериканци | 33 (4,3%)   | 19 (2,5%)   |
| Укупно            | 759         | 771         |